# 稲葉地本通
稲葉地本通（いなばじほんとおり）は、愛知県名古屋市中村区の地名。現行行政地名は稲葉地本通1丁目から稲葉地本通3丁目。住居表示未実施。

## 地理
名古屋市中村区西部に位置する。東は鳥居西通、西から南は稲葉地町に接する。

## 歴史

### 沿革
- 1934年（昭和9年）11月1日 - 西区稲葉地町の一部により、同区稲葉地本通として成立[1]。
- 1937年（昭和12年）10月1日 - 中村区成立に伴い、同区稲葉地本通となる[1]。
- 1949年（昭和24年）3月30日 - 以下の通り異同が実施される[3]。
  - 稲葉地本通1丁目に、小柳町1丁目の一部が編入される[3]。
  - 稲葉地本通1丁目に、稲葉地本通2丁目の一部が編入される[3]。
  - 稲葉地本通2丁目に、小柳町2丁目の一部が編入される[3]。
  - 稲葉地本通3丁目に、小柳町3丁目の一部が編入される[3]。
  - 鳥居西通2丁目に、稲葉地本通1丁目の一部が編入される[3]。
  - 稲葉地本通1丁目に、稲葉地本通2丁目の一部が編入される[3]。
  - 稲上町5丁目に、稲葉地本通1丁目・2丁目の一部が編入される[4]。
  - 城屋敷町3丁目に、稲葉地本通2丁目の一部が編入される[4]。
  - 城屋敷町4丁目に、稲葉地本通2丁目・3丁目の一部が編入される[4]。
- 1960年（昭和35年）6月15日 - 稲葉地本通3丁目に、稲葉地町字平藪の一部が編入される[5]。

## 世帯数と人口
2019年（平成31年）2月1日現在の世帯数と人口は以下の通りである。
| 町丁       | 世帯数  | 人口  |
| ---------- | ------- | ----- |
| 稲葉地本通 | 213世帯 | 410人 |

### 人口の変遷
国勢調査による人口の推移
| 1950年（昭和25年） | 495人 | [ 6 ]     |  |
| 1955年（昭和30年） | 533人 | [ 6 ]     |  |
| 1960年（昭和35年） | 562人 | [ 7 ]     |  |
| 1965年（昭和40年） | 805人 | [ 7 ]     |  |
| 1970年（昭和45年） | 641人 | [ 8 ]     |  |
| 1975年（昭和50年） | 513人 | [ 8 ]     |  |
| 1980年（昭和55年） | 444人 | [ 9 ]     |  |
| 1985年（昭和60年） | 374人 | [ 9 ]     |  |
| 1990年（平成2年）  | 350人 | [ 10 ]    |  |
| 1995年（平成7年）  | 372人 | [ 11 ]    |  |
| 2000年（平成12年） | 383人 | [ WEB 6 ] |  |
| 2005年（平成17年） | 416人 | [ WEB 7 ] |  |
| 2010年（平成22年） | 395人 | [ WEB 8 ] |  |
| 2015年（平成27年） | 436人 | [ WEB 9 ] |  |

## 学区
市立小・中学校に通う場合、学校等は以下の通りとなる。また、公立高等学校に通う場合の学区は以下の通りとなる。なお、小学校は学校選択制度を導入しておらず、番毎で各学校に指定されている。
| 丁目            | 小学校                                      | 中学校               | 高等学校 |
| --------------- | ------------------------------------------- | -------------------- | -------- |
| 稲葉地本通1丁目 | 名古屋市立稲葉地小学校                      | 名古屋市立豊正中学校 | 尾張学区 |
| 稲葉地本通2丁目 | 名古屋市立稲葉地小学校 名古屋市立稲西小学校 | 名古屋市立豊正中学校 | 尾張学区 |
| 稲葉地本通3丁目 | 名古屋市立稲葉地小学校 名古屋市立稲西小学校 | 名古屋市立豊正中学校 | 尾張学区 |

## 施設
- 太閤通（愛知県道68号名古屋津島線）[2]
- 愛知県警察中村警察署稲葉地交番[2]
- 臨済宗妙心寺派凌雲寺[2]
  - 織田信長草紙掛けの松[2]

### ギャラリー

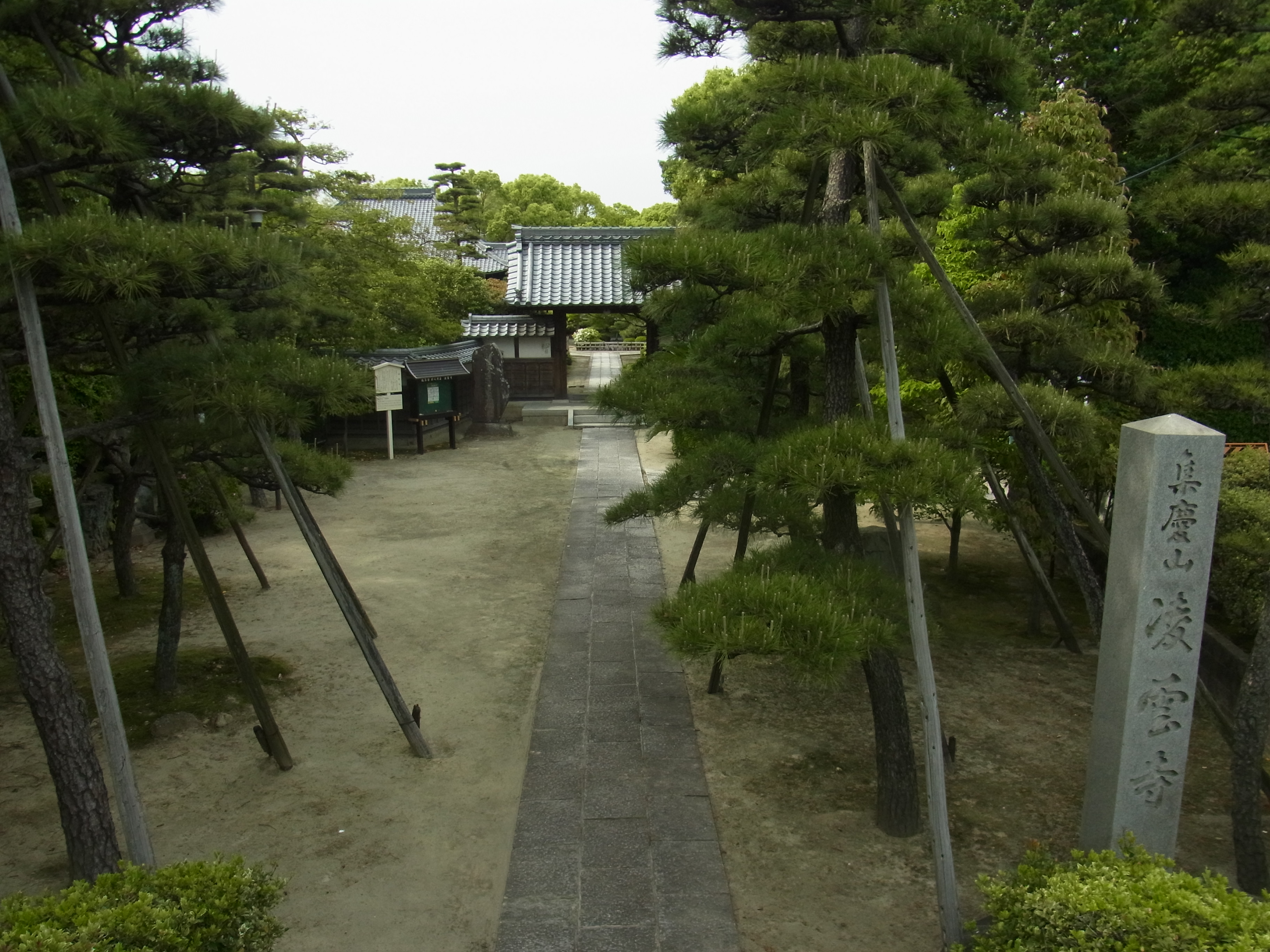
凌雲寺

## その他

### 日本郵便
- 郵便番号 : 453-0057[WEB 3]（集配局：中村郵便局[WEB 12]）。

### WEB
1. 1 2  “愛知県名古屋市中村区の町丁・字一覧”.   人口統計ラボ. 2016年2月12日閲覧。
2. 1 2  “町・丁目(大字)別、年齢(10歳階級)別公簿人口(全市・区別)”.   名古屋市 (2019年2月20日). 2019年2月20日閲覧。
3. 1 2  “郵便番号”.  日本郵便. 2019年2月10日閲覧。
4. ↑  “市外局番の一覧”.   総務省. 2019年1月6日閲覧。
5. ↑  名古屋市役所市民経済局地域振興部住民課町名表示係 (2015年10月21日). “中村区の町名一覧”.   名古屋市. 2016年1月29日閲覧。
6. ↑  名古屋市役所総務局企画部統計課統計係 (2005年7月1日). “（刊行物）名古屋の町(大字)・丁目別人口 (平成12年国勢調査) (5)中村区(第1表から第3表)” (xls). 2015年10月16日閲覧。
7. ↑  名古屋市役所総務局企画部統計課統計係 (2007年6月27日). “（刊行物）名古屋の町(大字)・丁目別人口 (平成17年国勢調査) (5)中村区(第1表から第3表）” (xls). 2015年10月15日閲覧。
8. ↑  名古屋市役所総務局企画部統計課統計係 (2012年4月22日). “（刊行物）名古屋の町(大字)・丁目別人口 (平成22年国勢調査) (5)中村区(第1表から第3表）” (xls). 2015年10月15日閲覧。
9. ↑  名古屋市役所総務局企画部統計課統計係 (2016年3月31日). “（刊行物）名古屋の町(大字)・丁目別人口 (平成27年国勢調査) (5)中村区(第1表から第3表）” (xls). 2016年7月28日閲覧。
10. ↑  “市立小・中学校の通学区域一覧”.   名古屋市 (2018年11月10日). 2019年1月14日閲覧。
11. ↑  “平成29年度以降の愛知県公立高等学校（全日制課程）入学者選抜における通学区域並びに群及びグループ分け案について”.   愛知県教育委員会 (2015年2月16日). 2019年1月14日閲覧。
12. ↑  郵便番号簿 平成29年度版 - 日本郵便. 2019年02月26日閲覧 (PDF)

### 書籍
1. 1 2 3  名古屋市計画局 1992, p. 773.
2. 1 2 3 4 5 6  「角川日本地名大辞典」編纂委員会 1989, p. 1496.
3. 1 2 3 4 5 6 7  中村区制施行50周年記念事業実行委員会記念誌編集委員会 1987, p. 439.
4. 1 2 3  中村区制施行50周年記念事業実行委員会記念誌編集委員会 1987, p. 440.
5. ↑  中村区制施行50周年記念事業実行委員会記念誌編集委員会 1987, p. 442.
6. 1 2  名古屋市総務局企画室統計課 1957, p. 78.
7. 1 2  名古屋市総務局企画部統計課 1967, p. 73.
8. 1 2  名古屋市総務局統計課 1977, p. 47.
9. 1 2  名古屋市総務局統計課 1986, p. 45・46.
10. ↑  名古屋市総務局企画部統計課 1991, p. 26.
11. ↑  名古屋市総務局企画部統計課 1996, p. 71.

- 中村区制施行50周年記念事業実行委員会記念誌編集委員会 編『中村区誌―中村区制施行50周年記念―』中村区制施行50周年記念事業実行委員会、1987年10月1日。
- 「角川日本地名大辞典」編纂委員会 編『角川日本地名大辞典 23 愛知県』角川書店、1989年3月8日。ISBN 4-04-001230-5。
- 名古屋市計画局『なごやの町名』名古屋市計画局、1992年3月31日。

### 統計資料
- 名古屋市総務局企画室統計課 編『昭和31年版 名古屋市統計年鑑』名古屋市、1957年。
- 名古屋市総務局企画部統計課 編『昭和41年版 名古屋市統計年鑑』名古屋市、1967年。
- 名古屋市総務局統計課 編『昭和51年版 名古屋市統計年鑑』名古屋市、1977年。
- 名古屋市総務局統計課 編『昭和60年国勢調査 名古屋の町・丁目別人口（昭和60年10月1日現在）』名古屋市役所、1986年。
- 名古屋市総務局企画部統計課 編『平成2年国勢調査 名古屋の町（大字）別・年齢別人口（平成2年10月1日現在）』名古屋市役所、1994年。
- 名古屋市総務局企画部統計課 編『平成7年国勢調査 名古屋の町（大字）・丁目別人口（平成7年10月1日現在）』名古屋市役所、1996年。